# Pieczyska (Sieradz)
Pour les articles homonymes, voir Pieczyska.
Pieczyska est une localité polonaise de la gmina de Złoczew, située dans le powiat de Sieradz en voïvodie de Łódź.